# Apixaban
Az apixaban véralvadásgátló gyógyszer (vérhígító). Vénás és artériás trombózis ellen adják, rendszerint szájon át. Javallatok:
- embólia és trombózis megelőzése csípő- és térdprotézis-műtét után[3]
- a stroke és embólia kockázatának csökkentésére nem szívbillentyűhiba okozta pitvarfibrilláció esetén
- mélyvénás trombózis(en) és tüdőembólia kezelése során, az ismétlődés megelőzésére.

Az EU 2011-ben, az FDA 2012. december 28-án hagyta jóvá alkalmazását.
Egy 1,8 évig tartó kettős vak vizsgálatban pitvarfibrillációban szenvedő betegeknél az apixaban jobbnak bizonyult a hagyományosan használt warfarinnál a stroke és a szisztémás embolizáció megelőzésében. Ritkábban fordultak elő vérzéses szövődmények, és csökkent a halálozás.

## Működésmód
Az apixaban az aktivált X-faktor (F-Xa) előállítását gátolja közvetlen, reverzibilis és igen szelektív módon. Gátolja mind a szabad, mind a vérrögökben megkötött F-Xa hatását.

### Hemosztázis
A hemosztázis a vérnek az a képessége, mely lehetővé teszi, hogy az érpályán belül a vér megtartsa folyékony állapotát, abból kikerülve viszont megszilárduljon, ezzel megakadályozva, hogy egy sebesülés elvérzést okozzon. A vér megszilárdulása a véralvadás. Az alvadt vért a szervezet képes feloldani. A véralvadás és az alvadt vér feloldódása kényes egyensúlyi folyamat; az egyensúly felbomlásának súlyos következményei vannak (vérzékenység ill. trombózis, infarktus, embólia).
A véralvadék kiinduló anyaga a máj által nagy mennyiségben termelt, vízoldható fibrinogén. E fehérje részleges bomlásakor keletkezik a fibrin, mely nem oldódik vízben. A fibrinmolekulák egymással összekapcsolódva vérrögöket alkotnak. További bomlás során a fibrinből ismét vízoldható fehérjék keletkeznek, így az alvadt vér feloldódik (fibrinolízis(en)).

### Véralvadás-faktorok
A véralvadáshoz számos tényező szükséges, melyek egymásra is hatnak. E tényezőket faktoroknak nevezik, és római számokkal számozzák. 12 faktort különítenek el; az F-I a már említett fibrinogén. A faktorok a vérben található vegyületek, melyek aktiválás után fejtik ki a hatásukat. Az aktiválást enzimek végzik a faktor kis módosításával. Az aktivált I-es faktor jele F-Ia. VI-os faktor nem létezik, XIII-as igen.
A véralvadáshoz (a fibrinogén → fibrin átalakuláshoz) a trombin(en) nevű enzim szükséges. A trombin protrombinból (ez a II-es faktor) keletkezik az aktivált X-faktor (F-Xa) enzim hatására.

### Aktivált X-faktor
Az X-faktor (más néven Stuart–Prower-faktor vagy protrombináz) nevű enzim két láncból felépülő glikoprotein. A májban keletkezik. 
Aktiválódása aktivált IX-faktor (F-IXa) vagy F-VIIa hatására történik meg. Az aktivált X-faktor nemcsak a protrombint képes aktiválni, hanem a VII-faktort is, miáltal pozitív visszacsatolás jön létre.
Az aktiválás limitált proteolízissel (fehérjebontással) történik. Az aktiválás során aktiválódási komplexek alakulnak ki, ezek teszik hatékonnyá a véralvadást. Az igen bonyolult folyamatban kofaktorok is részt vesznek.

## Mellékhatások, ellenjavallatok
Más vérhígítókhoz hasonlóan az apixaban
- megnöveli a sérülés, orvosi/fogorvosi beavatkozás vagy más okból bekövetkező vérzés súlyosságát
- szedésének hirtelen abbahagyása trombózisveszéllyel jár
- gerincközeli érzéstelenítéskor (spinális vagy epidurális anesztézia) vagy gerinccsapoláskor megnöveli a vérömleny keletkezésének veszélyét, ami hosszú idejű vagy végleges bénulással járhat.

Ellenjavallatok: 
- aktív vérzés
- műbillentyű (nincs elég adat ilyen betegekről)
- súlyos májkárosodás
- terhesség, szoptatás (emberi adat nincs. Állatkísérletekben nem végzetes vérzést okozott, mérgezést, magzati károsodást nem. Átjut a patkány anyatejébe. Emberben feltehetően növeli a szüléskor és a terhesség során bekövetkező vérzés veszélyét.)

A legtöbb mellékhatás a különböző testrészekben bekövetkező vérzéssel/vérzékenységgel kapcsolatos (pl. orr, száj, izom, szem, méh, bőr alatti szövetek, végbél, stb.).
Az apixaban a CYP3A4(en) enzim és a P-glikoprotein(en) szubsztrát(en)ja. Kölcsönhatásba lép több gyógyszerrel, melyek többsége más típusú vérhígító, vírus- vagy gombás fertőzés elleni szer, de ilyen pl. az orbáncfű is.

## Adagolás
Ajánlott adagok:
- nem szívbillentyűhiba okozta pitvarfibrilláció esetén, a stroke és embólia megelőzésére 2×5 mg. Ha az alábbi három feltétel közül legalább kettő teljesül, az ajánlott adag 2×2,5 mg:
  - 80 év feletti életkor
  - 60 kg-nál kisebb testsúly
  - 1,5 mg/dl-nél magasabb szérum kreatinin(en)szint.
- csípő- és térdprotézis-műtét után, a mélyvénás trombózis megelőzésére: 2×2,5 mg
- mélyvénás trombózis és tüdőembólia kezelésére: 7 napig 2×10 mg, utána 2×5 mg
- mélyvénás trombózis és tüdőembólia kezelésének kezdetén, az ismétlődés megelőzésére: 2×2,5 mg.

Az apixaban bevehető étkezéskor vagy attól függetlenül is. Beadható transznazális gyomorszondával(en) az összetört tablettát 60 ml 5%-os dextrózban feloldva. (Az oldatot nem szabad szájon keresztül beadni.)
Túladagolásra nincs ismert ellenszer. Egészséges önkénteseknek a 3–7 napig adott napi 50 mg apixaban nem okozott káros hatást. Egy kísérletben az apixaban bevétele után 2–6 órával adott orvosi szén a beadott apixaban-mennyiségtől függően felére/negyedére csökkentette az apixaban vérbeli átlagértékét.

## Készítmények
Magyarországon:
- Eliquis 2,5 mg filmtabletta
- Eliquis 5 mg filmtabletta